# Господар прстенова (филмски серијал)
Господар прстенова је филмски серијал од три епска авантуристичка филма у режији Питера Џексона, заснована на истоименом роману Џ. Р. Р. Толкина. Трилогија обухвата делове Дружина прстена (2001), Две куле (2002) и Повратак краља (2003), у дистрибуцији Њу лајн синема.
Са поставком у фиктивном свету Средње земље, филм прати хобита Фрода Багинса (Елајџа Вуд) док заједно са Дружином креће у потрагу за уништењем Јединог прстена, како би осигурали елиминацију његовог творца, мрачног господара Саурона. Дружина се на крају разилази и Фродо наставља потрагу са својим верним другом Семом (Шон Астин) и издајничким Голумом (Енди Серкис). У међувремену, Арагорн (Виго Мортенсен), наследник у егзилу на престо Гондора, заједно са Леголасом (Орландо Блум), Гимлијем (Џон Рис-Дејвис), Меријем (Доминик Монахан), Пипином (Били Бојд) и чаробњаком Гандалфом (Ијан Макелен), уједињују се како би окупили слободне расе Средње земље у Рату за прстен и како би помогли Фроду да ослаби Сауронове снаге.
Три филма снимана су истовремено, у Џексоновом родном Новом Зеланду, од октобра 1999. до децембра 2000. године, са додатним снимцима направљеним од 2001. до 2004. Један је од највећих и најамбициознијих пројеката у филмској историји, са пријављеним буџетом од 280 милиона долара. Проширено издање сваког филма објављено је за VHS, DVD и Блу-реј диск.
Господар прстенова сматра се једном од највећих и најутицајнијих филмских трилогија икада снимљених. Доживела је велики финансијски успех, са укупном зарадом од 2,918 милијарди долара у свету, што је рекорд за неки филмски серијал. Сваки од филмова изузетно је награђен, освојивши 17 од 30 номинација за Оскара.

## Радња
Пролог се дешава 3000 година пре главног дела радње. Било је много прстенова: 3 за вилењаке, најмудрија и бесмртна бића; 7 за патуљке, који су живели под планином, бавећи се рударством; и 9 за људе. Без знања осталих раса, мрачни господар Саурон је у Планини Усуда исковао Једини прстен, како би завладао Средњом земљом (место дешавања радње). Једну по једну, он је покоравао све области, али је било оних који су се одупирали. Склопљен је последњи савез људи и вилењака, који се супротставио Саурону и Једином прстену. Победа је била надохват руке, али је тада пред војску иступио Саурон. У том окршају погинуо је Елендил, краљ људи, а његов син Изилдур је крхотинама очевог мача послао Саурона у краљевство сенки. Пошто Једини прстен може да буде уништен само у ватри у којој је искован, Елронд, господар вилењака, и Изилдур су се упутили на Планину Усуда. Међутим, Једини прстен је искварио  Изилдурове мисли и тако је сачуван. Издао је Изилдура (убила га је скупина орка) и био је изгубљен више од две хиљаде година. Пронашао га је Голум, а на крају је доспео код хобита Билба Багинса, што је најневероватнији догађај. Прстен је био код Билба наредних 60 година. Потом је Саурон поново почео да се буди.
Чаробњак Гандалф је, после Билбовог одласка из Округа (области у којој живе хобити), открио да је у питању Једини прстен. Дао је задатак Фроду Багинсу, Билбовом нећаку, да однесе прстен у Ривендел (највећи и најлепши град вилењака), како би се одлучило шта даље чинити. За то време Гандалф одлази у Изенгард, како би се посаветовао са пријатељем и предводником свог реда, Саруманом. Фродо на путу није сам, прати га најоданији пријатељ, Семвајс Гемџи (Сем), а успут наилазе и на два рођака у крађи поврћа, Перегрин Тук (Пипин) и Меријадок Брендибак (Мери). На путу наилазе на многе недаће: јуре их „Црни јахачи“ (Назгули), затим поново (због Фродове неспретности) у градићу Брију и на Брегу ветрова, где је Фродо убоден моргул-сечивом. „Страјдер“ (Арагорн), човек кога су упознали у Брију, упркос својим вештинама, није могао да им помогне. Спасила их је Аруена, Елрондова кћерка. Гандалф је замало страдао у Изенгарду, пошто је Саруман одлучио да се придружи Саурону. На састанку у Ривенделу је створена Дружина прстена, чији је задатак био да помогне Фроду да уништи прстен. Чинили су је Фродо, Сем, Мери, Пипин, Гандалф, Гимли (патуљак), Леголас (вилењак), Арагорн и Боромир (син домостројитеља Гондора, најјачег краљевства људи). Дружину су на путу ометали Саруман, Урук-хаи (посебна врста Орка, коју је створио Саруман) и гоблини. У рудницима Морије је, у борби са демоном Балрогом, страдао Гандалф. Дружина је затим стигла у Лотлоријен, град вилењака, да би се окрепила. Урук-хаи, предвођени Лурцом, код некадашње осматрачнице Амон Хена пресрећу Дружину. Фродо и Сем су побегли и наставили ка Планини Усуда; Боромир је погинуо, Мери и Пипин су отети (будући да Саурон и Саруман не знају који од хобита носи Једини прстен); а Арагорн, Гимли и Леголас крећу у потрагу за отетим хобитима.
Фродо и Сем у Емун Муилу срећу Голума, и користе га како би пронашли пут у Мордор. У међувремену, Леголас, Гимли и Арагорн не могу да сустигну чету Урук-хаија. На њихову срећу, Рохирими, предвођени Еомером, који је протеран из Рохана (пошто је краљу Теодену затрован мозак), уништавају целу чету Урук-хаија, пред улазом у шуму Фангорн. Хобити су се склонили у Фангорн, где су их чували Енти. Леголас, Гимли и Арагорн су пронашли Гандалфа, иако се веровало да је мртав. Међутим, он је постао Гандалф Бели (пре пада у борби са Балрогом био је Гандалф Сиви). Затим ослобађају Рохан и краља Теодена од Сарумановог утицаја. Пошто се Изенгард спрема за рат, становништво Рохана из престонице Едораса одлази у Хелмов понор. За то време је Голум довео Фрода и Сема до Црних двери. Међутим, кроз њих се не може проћи, па се враћају натраг како би прошли кроз тврђаву Кирит Унгол. У Северном Итилијену их заробљавају ренџери Гондора, предвођени Фарамиром, братом настрадалог Боромира. Када сазнаје да поседују Једини прстен, одлучује да их одведе у Минас Тирит. Затим се воде две велике битке: у Хелмовом понору и у Озгилијату (срушеном граду код Минас Тирита). Битка код Хелмовог понора је била дуга и крајње исцрпљујућа. Најјаче оружје је била мина, којом су Урук-хаији срушили зид (најважнија предност Рохана у свим биткама за Хелмов понор). Рохан је успео да извуче Пирову победу, уз помоћ два јуриша на крају битке: један од 20-ак Рохирима, предвођених Теоденом и Арагорном; и војска савезничких Рохирима (око 2000), предвођених Еомером и Гандалфом. Гондор је одбранио Озгилијат, а Фарамир је ослободио Фрода, Сема и Голума, који настављају ка Планини Усуда.
Пипин је користио Палантир или Види-камен, иако је то било опасно. Међутим, прошао је без негативних последица. Чак је открио да се спрема напад на Минас Тирит. Гандалф и Пипин потом одлазе у Гондор. Рохан прихвата позив за помоћ, и у месту Дунхароу окупља војску. Господар Елронд на молбу своје кћерке, која је заљубљена у Арагорна (као и он у њу), поново кује мач Нарсил, којим може управљати једино краљ Гондора (Арагорн је наследник). Арагорн, у пратњи Леголаса и Гимлија, креће дубоко у планину, како би затражио помоћ Војске немртвих. Они су се заветовали Изилдуру да ће поћи у рат када буде затребало. Међутим, погазили су реч, због чега су постали проклети. Само краљ Гондора може да им наређује, а то је управо Арагорн. На челу те војске Арагорн пресреће Црне веслаче из Умбара и креће према Гондору. За то време, у близини тунела који води за Кирит Унгол, Голум је преварио Фрода да отера Сема, што је он и учинио. Фродо потом упада у замку. Ухватила га је Шилоб, огромни паук. Срећа у несрећи је то што је Сем открио да је преварен и вратио се, чак је и поразио Шилоб. Иако су Орци одвели Фрода у Кирит Унгол, Сем је успео да га ослободи, после чега настављају пут. Битка за Минас Тирит је увелико почела. Гондор се чврсто бранио, али је полако слабио. Први савезници који су дошли у помоћ су били Рохирими. Они су јуришем уништили скоро целу армију Орка, али нису имали решење за Мумакиле (ратне слонове). Потом долази Војска немртвих, са којом је извучена Пирова победа. Да би усмерили Саурона на једну тачку (како би Фродо и Сем дошли до Планине Усуда), Дружина предводи војску преживелих ратника у борбу испред Црних двери. Следи драматична завршница. Једини прстен слаби Фродов ум. Међутим, Голум отима прстен (што је одавно планирао), после чега Фродо гура Голума (и прстен) у ватру. Уследио је период мира у Средњој земљи. Арагорн је постао краљ. Трилогија се завршава тако што Фродо, Билбо и Гандалф напуштају Средњу земљу, одлазећи последњим бродом из Сивих лука.

## Продукција
Џексон је почео да сарађује са Кристијаном Риверсом у августу 1997, и убрзо започео пројектовање Средње земље са својом екипом. Џексон је ангажовао дугогодишњег сарадника, Ричарда Тејлора, да предводи Вета Воркшоп на пет главних елемената дизајна: оклоп, оружје, протетику/шминку, створења и минијатуре. У новембру 1997, прослављени Толкинови илустратори, Алан Ли и Џон Хоу, придружили су се пројекту. Слика већине сцена у филмовима базирана је на различитим илустрацијама. Сценограф Грант Мејџор је био задужен за претварање илустрација у архитектуру, креирање модела сетова, док је Ден Хена радио као уметнички директор, извиђајући локације и организујући изградњу сетова.
Џексонова визија Средње земље описана је као „Реј Харихаузен упознаје Дејвида Лина”, од Рандала Кука. Џексон је желео истрајан реализам и историјски поглед на фантазију, и покушао је да направи свет као рационалан и уверљив. На пример, војска Новог Зеланда помогла је у изградњи Хобитона више месеци пре почетка снимања, како би биљке заиста почеле да расту. Створења су дизајнирана тако да буду биолошки уверљива, као што су огромна крила пале звери, како би могла да полети. Weta Workshop креирао је укупно 48000 комада оклопа, 500 лукова и 10000 стрела. Креирали су и велики део протетике, као што је 1800 парова стопала хобита за глумце, као и доста ушију, носа и главе за глумачку екипу, са преко 19000 ношених, плетених костима. Сваки елемент специјално је дизајниран од стране одсека за дизајн, узимајући у обзир различите величине.

## Снимање
Примарна фотографија за сва три филма спроведена је истовремено, на многим локацијама унутар заштићених подручја Новог Зеланда и националних паркова. Снимање се одвијало између 11. октобра 1999. и 22. децембра, у току од 438 дана. Додатни снимци рађени су на годишњем нивоу, од 2001. до 2004. године. Серијал је сниман на преко 150 различитих локација, са седам различитих јединица, као и звучних сцена око Велингтона и Квинстауна. Заједно са Џексоном, који је режирао читаву продукцију, од осталих режисера се издвајају Џон Махафи, Геоф Марфи, Френ Волш, Бери Озборн, Рик Порас, асистенти режије, продуценти, писци. Џексон је надгледао јединице уживо (путем сателитских канала), и са додатним притиском сталног унапређивања сценарија и вишеструким јединицама које су интерпретирале његов замишљени резултат, добијао је већ око четири сата сна дневно. Због удаљености између појединих локација, филмска екипа би такође носила комплете за преживљавање, у случају да хеликоптери не стигну на одредиште да их врате кући на време. Департман за очување животне средине у Новом Зеланду је критикован због одобравања снимања у оквиру националних паркова, без адекватног разматрања неповољних ефеката и без јавног саопштења. Нежељени ефекти снимања битака у националном парку Тонгариро су последица због које је касније морао да буде реконструисан.

## Глумци
- Фродо - Елајџа Вуд
- Сем – Шон Астин
- Гандалф сиви/бели – Ијан Макелен
- Арагорн – Виго Мортенсен
- Перегрин Тук (Пипин) – Били Бојд
- Мерјадок Брендибак „Весели“ – Доминик Монахан
- Саруман – Кристофер Ли
- Аруена – Лив Тајлер
- Леголас – Орландо Блум
- Гимли – Џон Рис–Дејвис
- Боромир – Шон Бин
- Елронд – Хјуго Вивинг
- Галадријела – Кејт Бланчет
- Голум / Смеагол – Енди Серкис
- Краљ Теоден – Бернард Хил
- Јовајна – Миранда Ото
- Јомер – Карл Ербан
- Фарамир – Дејвид Венам
- Грима Црвјезик – Бред Дуриф
- Билбо Багинс (стар) – Ијан Холм
- Денетор – Џон Нобл

| Глумац | Улога |
| ------ | ----- |

## Постпродукција
За сваки филм је читава година издвојена за постпродукцију пре његовог издавања у децембру, често завршавајући у октобру или новембру, тако да је екипа непосредно могла почети са радом на следећем филму. У овом каснијем периоду, Џексон би се преселио у Лондон како би надгледао напредак и наставио уређивање, имајући компјутерски приступ дискусији у Дорчестер хотелу и „дебљу цев” Интернет веза из Пајнвуд студија, да би погледао специјалне ефекте. Имао је видео линк и 5.1 оклопљен тон, за организовање састанака и слушање нове музике и звучних ефеката, где год да се налази. Проширена издања су такође имала чврст распоред на почетку сваке године, да би се употпунили специјални ефекти и музика.

## Издање
Онлајн промотивни трејлер трилогије први пут је објављен 27. априла 2000. и поставио је нови рекорд за број преузимања (забележених 1,7 милиона у првих 24 сата од пуштања). Трејлер је користио селекцију из саундтрека за Храбро срце и Бекство из Шошенка, између осталих. На Канском филмском фестивалу је 2001. године приказан исечак из серијала, превасходно Морија, у трајању од 24 минута, и оставио је врло добар утисак. Приказивање је такође укључило подручје које је дизајнирано да изгледа као Средња земља.
Филм Дружина прстена премијерно је приказан 19. децембра 2001. Зарада је у САД износила 47 милиона долара током првог викенда, а у свету укупно 870 милиона долара. Трејлер наставка (Две куле), уметнут је непосредно пре закључне шпице, на крају биоскопске пројекције. Промотивни трејлер је избачен касније, а садржао је поновно снимљену музику из филма Реквијем за снове. Две куле премијерно је приказан 18. децембра 2002. Зарада првог викенда у САД је износила 62 милиона долара, а укупно, на светском нивоу, надмашила је претходни филм трилогије са 926 милиона долара. Промотивни трејлер за Повратак краља ексклузивно је представљен пре почетка биоскопске пројекције за филм Матори Лавови, 23. септембра 2003. године. Приказан је 17. децембра 2003, са зарадом првог викенда од 72 милиона долара у САД, а постао је и други филм, после Титаника (1997), који је на светском нивоу надмашио укупну зараду од једне милијарде долара.
| Филм            | Биоскопска верзија | Продужена верзија |
| --------------- | ------------------ | ----------------- |
| Дружина прстена | 178 минута         | 208 минута        |
| Две куле        | 179 минута         | 225 минута        |
| Повратак краља  | 200 минута         | 252 минута        |
| Укупно трајање  | 558 минута         | 686 минута        |

## Рецензија

### Реакција критичара
Серијал Господар прстенова добио је универзално признање, а сврстан је међу најбоље филмске трилогије икада снимљене. Кенет Туран за Лос Анђелес тајмс написао је да „трилогија неће скоро, а можда и никада
, пронаћи свог еквивалента”. Тод Макарти за Варајати описао је филмове као „један од најамбициознијих и феноменално успешних пројеката из снова, за сва времена”.
Серијал се појављује на топ 10 листи од Далас-Форт Ворт удружења филмских критичара, Тајмових 100 ванвременских филмова, и топ 100 листи Џејмса Берардинелија. Сваки филм налази се и на топ 250 листи на сајту ИМДБ. 2007. године, Ју-Ес-Еј тудеј је филмове из серијала прогласио најважнијим филмовима у протеклих 25 година. Ентертејнмент Викли их је истакао на „бест-оф” листи филмова деценије, речима: „Спровођење часне књиге на велико платно? Без проблема. Трилогија Питера Џексона - или, како волимо да је зовемо, наша драгоценоссссст - оставила је свој неодољиви печат, са напредним високо-вилењачким говорницима и сличним новотаријама”. Трилогија се налази и на топ 50 листи филмова деценије часописа Пејст, као и на истоименој листи часописа Тајм. Поред тога, шест ликова и њихових дотичних глумаца нашло се на Емпајеровој топ 100 листи најбољих филмских ликова, са Вигом Мортенсеном у улози Арагорна - на 15-ом месту, Ијаном Макеленом у улози Гандалфа - на 30-ом месту, Ијаном Холмом у улози Билба Багинса (заједно са Мартином Фриманом као исти лик у серијалу Хобит) - на 61-ом месту, Ендијем Серкисом у улози Голума - на 66-ом месту, Шоном Астином у улози Сема - на 77-ом месту, и Орландом Блумом у улози Леголаса - на 94-ом месту.

### Признања
Сва три филма су номинована за Оскара, уз освојених 17 награда од укупно 30 номинација, што је рекорд за било коју филмску трилогију. Филм Дружина прстена освојио је 13 номинација, више него било који филм на 74-ој додели Оскара, уз четири награде. Филм Две куле освојио је две награде, од укупно шест номинација, на 75-ој додели Оскара. Филм Повратак краља је наредне године поставио рекорд, освојивши награду у свакој категорији за коју је номинован, а са 11 награда успео је да надмаши рекорде које су поставили Бен-Хур (1959) и Титаник (1997). Повратак краља постао је други наставак са освојеним Оскаром за најбољи филм (после филма Кум 2).
| Награда                  | 74-та додела Оскара | 75-та додела Оскара | 76-та додела Оскара |
| Награда                  | Дружина прстена     | Две куле            | Повратак краља      |
| ------------------------ | ------------------- | ------------------- | ------------------- |
| Филм                     | Номинација          | Номинација          | Освојено            |
| Режисер                  | Номинација          |                     | Освојено            |
| Глумац у споредној улози | Номинација          |                     |                     |
| Адаптирани сценарио      | Номинација          |                     | Освојено            |
| Сценографија             | Номинација          | Номинација          | Освојено            |
| Фотографија              | Освојено            |                     |                     |
| Костимографија           | Номинација          |                     | Освојено            |
| Монтажа                  | Номинација          | Номинација          | Освојено            |
| Шминка                   | Освојено            |                     | Освојено            |
| Оригинална музика        | Освојено            |                     | Освојено            |
| Оригинална песма         | Номинација          |                     | Освојено            |
| Звучни ефекти            |                     | Освојено            |                     |
| Звук                     | Номинација          | Номинација          | Освојено            |
| Визуелни ефекти          | Освојено            | Освојено            | Освојено            |

Поред Оскара, сваки филм у серијалу је освојио Хугову награду за најбољу драмску презентацију, МТВ награду за филм године, као и награду Сатурн, за најбољу фантазију. Први и трећи филм су такође освојили БАФТА награду за најбољи филм. Саундтрек за Две куле није номинован због правила које је забрањивало узимање музике из претходног саундтрека, како би добио могућност номинације. Ово правило је измењено на време за Повратак краља, који је освојио Оскара за најбољу филмску музику. Удружење њујоршких филмских критичара доделило је награду последњем филму на церемонији одржаној 2003. године, коју је водио Ендру Џонстон, тадашњи представник организације, назвавши га „мајсторским ремек делом.”